# Zách János Ferenc
Báró Zách János Ferenc, (Zach János Xavér), (Pest, 1754. június 13. – Párizs, 1832. szeptember 2.) csillagász és geodéta, a Magyar Tudományos Akadémia tagja, Zach Antal testvére. Kisbolygót és holdkrátert is elneveztek róla. 

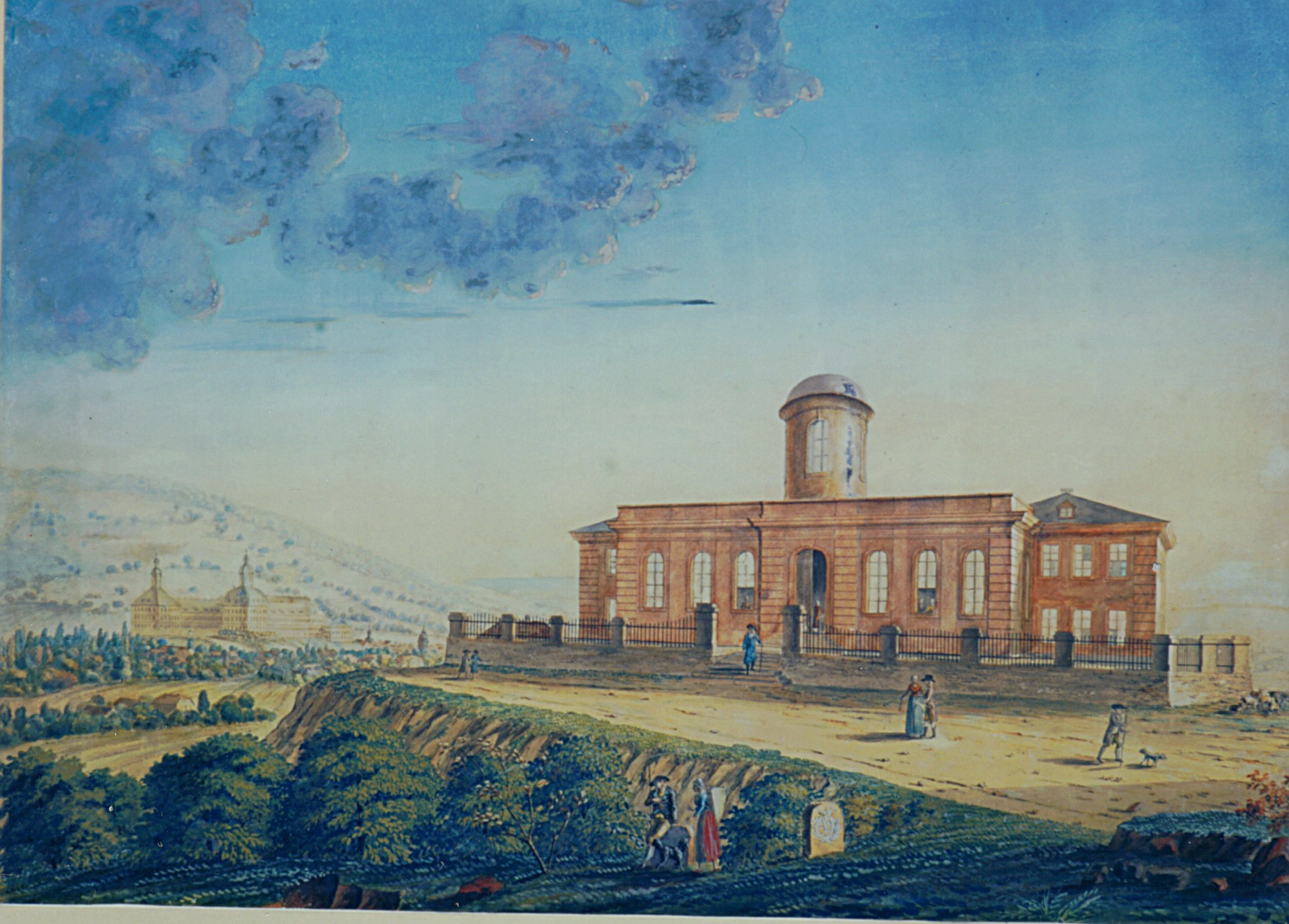
A Gothai új csillagvizsgáló Zách igazgatósága idején

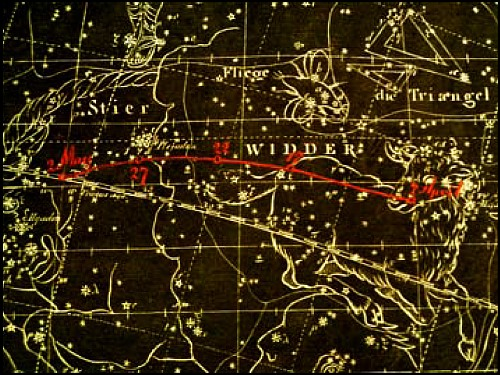
A Goldbach csillagászati-atlaszból, amelyhez Zách írta a bevezetést

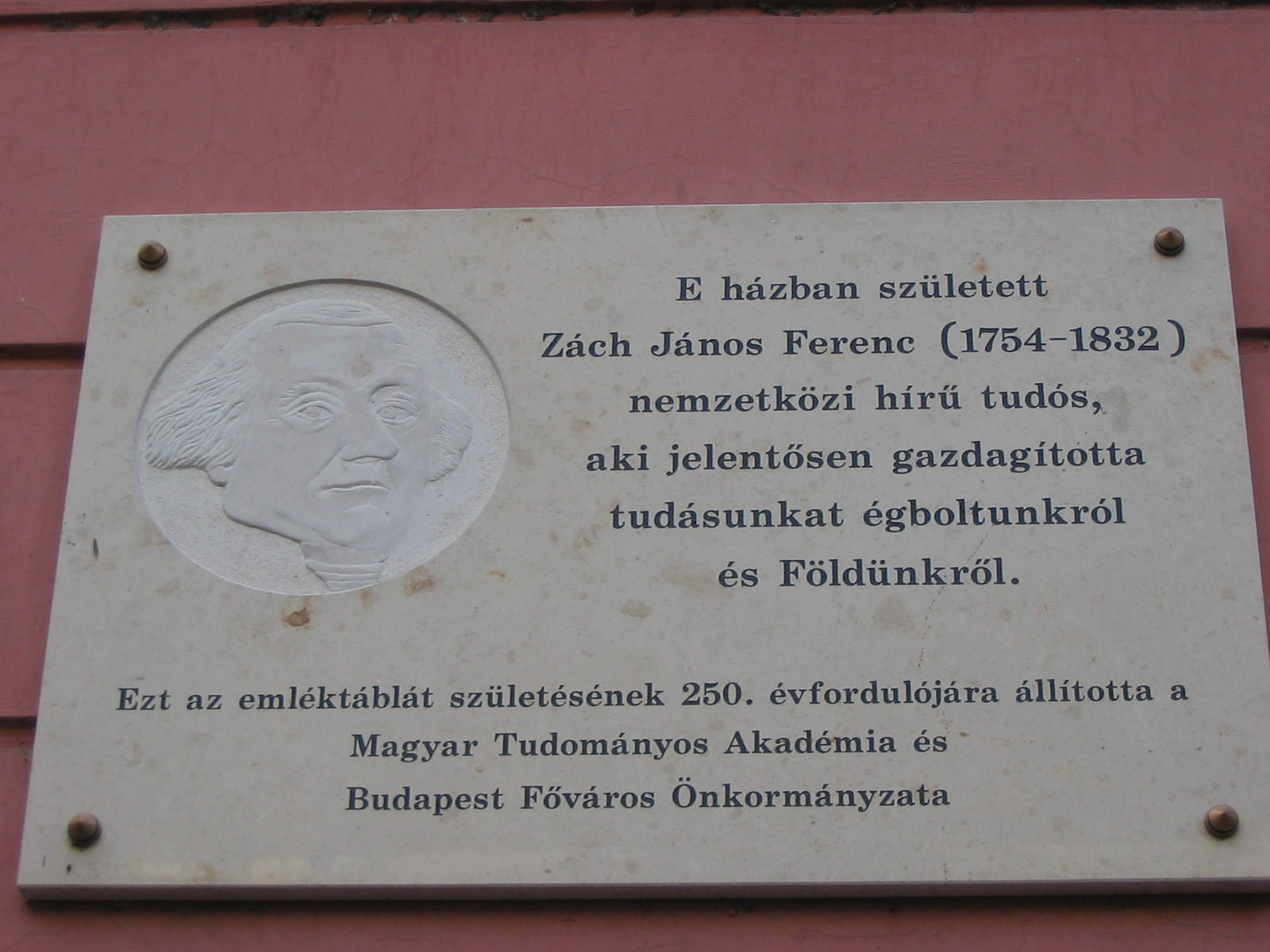
Zách János Ferenc emléktáblája Budapesten

## Életpályája

L'attraction des montagnes, 1814

Középiskolai tanulmányokat a piaristáknál folytatott, majd Bécsben végezte el a katonai akadémiát. Ezután az osztrák hadseregben szolgált és Joseph Liesganig páter (1719–1799) vezetésével végzett földmérési munkálatokat. Az 1770-es évek második felében a lembergi egyetemre került, a mechanika tanárának. Ott tanított Liesganig is. II. József azonban az egyetemet 1780-ban császári rendelettel megszüntette. Zách ekkor Párizsba utazott. Az ottani csillagvizsgálóban ismerkedett meg Jérôme de Lalande (1732–1807) és Pierre-Simon de Laplace (1749–1827) csillagászokkal. 1783 és 1786 között Londonban házitanító volt, Hans Moritz von Brühl gróf, nagykövet házában. 1786-ban II. Ernő Szász–Gotha–Altenburgi herceg szolgálatába lépett, aki őrnaggyá nevezte ki. (Zách később az ezredesi rangig vitte.) II. Ernő herceg a Gotha városában megépült új Seeberg Csillagvizsgálóba nevezte ki igazgatónak.
1790-ben megfigyelte a Mars oppozícióját, 1802-ben pedig a Merkúr átvonulását figyelte meg a Nap korongja előtt. 1798-ban megalapította az első nemzetközi csillagászati lapot, az Allgemeine geographische Ephemerident, majd 1800-ban a Monatliche Correspondenzét, amelyet Gothában 1813-ig szerkesztett.
Egy ideig a Lvivi Egyetemen tanított, és annak csillagvizsgálójában dolgozott.

## Munkássága
Munkásságának kiemelkedő jelentőségű része három nemzetközi folyóiratnak a szerkesztése. Ezek az Allgemeine Geographische Ephemeriden (4 kötet, Gotha, 1798–1799), a Monatliche Correspondenz zur Beförderung der Erd- und Himmels-Kunde (28 kötet, Gotha, 1800–1813, ezt 1807-től Bernhard von Lindenau szerkesztette, és a Correspondance astronomique, geographique, hydrographique et statistique, Genf, 1818–1826, 14 kötet.
A Svéd Királyi Tudományos Akadémia tagságára 1794-ben választották meg.
Részben a Ceres törpebolygó felfedezőjének számít, bár Zách elsősorban a Mars és a Jupiter közötti térségben a Titius–Bode-szabály által megjósolt hipotetikus bolygót kereste. A kisbolygót végül Zách ösztönzésével Giuseppe Piazzi találta meg 1801. január 1-jén. A Cerest a felfedezés után elvesztették, majd Carl Friedrich Gauss számításai alapján (melyek elvégzésére Zách kérte fel) Zách találta meg újra, a Gauss által jelzett helyen.

## Emlékezete
A 999 Zachia kisbolygó és a Holdon lévő Zach kráter viseli a nevét.
A 64 Angelina kisbolygó az ő Marseille közelében fölállított csillagvizsgálójának a neve után kapta a nevét.
Budapesten emléktábla jelzi a szülőházát.

## Főbb művei
- Novae et correctae tabulae motuum solis (Gotha, 1797)
- Tabulae speciales aberrationis et nutationis (2 kötet 1806)

A következő folyóiratokat is szerkesztette:
- Correspondance astronomique
- Monatliche Correspondenz zur Beförderung der Erd- und Himmels-Kunde
- Allgemeine geograpische Ephemeriden